# Mihri Müşfik Hanım
Mihri Müşfik Hanim, née Mihri Rasim Achba le 26 février 1886 et morte en 1954, est une princesse abkhaze et artiste turque. Elle est considérée comme l'une des premières et des plus célèbres peintres turques. Elle est principalement connue pour ses portraits, y compris de figures populaires comme Mustafa Kemal Atatürk et le pape Benoît XV.

## Jeunesse et formation
Mihri Müşfik Hanım naît le 26 février 1886 dans le quartier Baklatarlası de Kadıköy à Constantinople. Elle fait partie de la famille princière abkhaze, Anchabadze. Ses parents sont le prince Dr Ahmed Rasim Pacha, médecin spécialiste d'anatomie et professeur de l'École militaire de médecine et Fatma Neședil Hanım. Les goûts raffinés de son père et son intérêt pour la musique, la peinture et la littérature jouent un rôle important dans la formation artistique de sa fille. Elle est aussi la sœur d'Enise Hanım et donc la nièce de la peintre Hale Asaf.
Mihri Müşfik Hanım reçoit une éducation occidentale. Elle s'intéresse aux arts, elle se forme dans l'atelier de Fausto Zonaro artiste orientaliste italien. Elle est tombée amoureuse du directeur italien d'une compagnie d'acrobates en visite à Constantinople et part pour Rome, puis Paris. Pendant un certain temps, elle travaille dans un appartement de Montparnasse et vit de ses portraits et de la location d'une chambre à des étudiants. L'un d'eux est Müşfik Selami Bey, étudiant en politique à l'Université de la Sorbonne, qu'elle épouse. Le couple retourne à Constantinople en 1912.

## Carrière

### Débuts
Mihri Müşfik Hanım est présentée à Cavid Bey, ministre ottoman des Finances, à Paris, dans le but d'organiser un accord avec le gouvernement français après les guerres des Balkans. Des télégrammes envoyés par Cavid Bey au ministre de l'Éducation recommandent Mihri Müşfik Hanım. Elle est nommée professeur d'art à l'École de formation des enseignantes de Constantinople en 1913. Lorsque l'École des beaux-arts pour filles (İnas Sanâyi-i Nefîse Mektebi) est fondée en 1914, elle en devient directrice ainsi que professeure de beaux-arts. Elle donne des cours à des artistes reconnues comme Nazlı Ecevit (en), Aliye Berger (en) et Fahrelnissa Zeid.

### Edebiyat-ı Cedide
Mihri Müşfik Hanım compte de nombreux amis parmi les poètes du mouvement Edebiyat-ı Cedide (Nouvelle Littérature), en particulier l'un de ses chefs, Tevfik Fikret. Si l'Edebiyat-ı Cedide constitue l'aile littéraire de l'influence artistique française parmi l'intelligentsia ottomane tardive, on peut dire que Mihri Müşfik Hanım représente le pendant en peinture. Elle prend une place particulière parmi les artistes du groupe.
Le symbolisme de la couleur de la poésie Edebiyat-ı Cedide semble avoir influencé l'œuvre de Mihri Müşfik Hanım Maî ve Siyah [Bleu et noir].

### Critiques
La visite de Mihri Müşfik Hanım au journaliste Hüseyin Cahit Yalçın (en) et à l'ex-ministre des Finances condamné, Cavit Bey, donnent lieu à des critiques. En réponse, en 1919, elle rend visite avec ses élèves au journal Tanin. Ses relations étroites avec le Parti union et progrès l'amènent à quitter constantinople, occupée par les puissances alliées.

### Séjour en Italie et divorce
Vers la fin 1922, Mihri Müşfik Hanım retourne en Italie et met fin à son mariage avec Müşfik Bey l'année suivante. Elle entretient une liaison avec le poète italien Gabriele D'Annunzio et trouve ainsi à travers lui l'occasion de peindre un portrait du pape de l'époque Benoît XV. Elle travaille aussi à la restauration des fresques d'une chapelle.

### Exil à New York
Mihri Müşfik Hanım retourne brièvement en Turquie après la fondation de la République. Elle y peint le portrait d'Atatürk et le lui présente personnellement au Palais de Çankaya à Ankara.
Elle retourne à Rome, à Paris puis aux États-Unis (New York, Boston, Washington DC et Chicago). Entre 1938 et 1939, elle travaille comme hôtesse lors de l'Exposition universelle de Long Island à New York. Durant cette période, elle réalise des portraits de figures majeures comme Thomas Edison, Edwin Markham, Woodrow Wilson et Franklin D. Roosevelt. Elle aurait également produit des illustrations de couverture pour diverses revues publiées pendant la Seconde Guerre mondiale.

## Décès
Mihri Müşfik Hanım vit ses dernières années sans ressources et meurt en 1954. Elle est enterrée sur Hart Island à New York.

## Reconnaissance
Elle est considérée comme la première artiste femme de Turquie. Le 26 février 2017, Google Doodle commémore le 131e anniversaire de sa naissance.